# 普雷里維尤 (伊利諾伊州萊克縣)
普雷里維尤（英語：Prairie View）是位於美國伊利諾伊州萊克縣的一個非建制地區。該地的面積和人口皆未知。

## 地理
普雷里維尤的座標為42°11′58″N 88°57′45″W / 42.19944°N 88.96250°W，而該地的平均海拔高度為212米（即696英尺）。